# Schlacht am Garigliano (915)
Die Schlacht am Garigliano fand 915 zwischen einem Heer der Christlichen Liga und den Sarazenen statt. Papst Johannes X. führte die christlichen Streitkräfte persönlich an.

## Vorgeschichte
In der zweiten Hälfte des 9. Jahrhunderts kam es zu einer Serie von Überfällen der Sarazenen auf die Region Latium. In der Nähe der antiken Stadt Minturnae am Fluss Garigliano errichteten die Sarazenen einen Stützpunkt und schlossen eine Allianz mit den Herrschern der Stadt Gaeta.
Papst Johannes X. gelang es jedoch, die in sich zerstrittenen Fürstentümer zu einer Allianz zu vereinen, mit dem Ziel, die Sarazenen aus ihrem bedrohlichen Stützpunkt zu vertreiben. Die Allianz bestand aus mehreren süditalienischen Fürstentümern. Unter ihnen waren Guaimar II. von Salerno, Johann I. von Gaeta und sein Sohn Docibilis II. von Gaeta, Gregor IV. von Neapel und sein Sohn Johann II. von Neapel und Landulf I. von Benevento. Der König von Italien, Berengar I., sandte Verstärkung aus Spoleto und den Marken, geführt von Alberich I. Das Oströmische Reich sandte seine Truppen aus Kalabrien und Apulien unter der Führung des strategos von Bari, Nicholas Picingli. Johannes X. führte die Milizen aus dem Latium, der Toskana und Rom selbst an.

## Die Schlacht
Die ersten Kämpfe fanden im Norden der Region Latium statt, wo marodierende Banden der Sarazenen überrascht und vernichtet wurden. Danach gewannen die Christen zwei weitere Gefechte bei Campo Baccano, auf der Via Cassia und in der Gegend von Tivoli und Vicovaro. Nach diesen Niederlagen zogen sich die Sarazenen aus den Städten Narni und Ciculi auf ihren Hauptstützpunkt beim Fluss Garigliano zurück. Hier verfügten sie über eine befestigte Anlage: Kairuan. Die genaue Lage ist bis heute nicht bekannt. Im Juni 915 begann das christliche Heer mit der Belagerung des Stützpunkts. Nachdem es den Christen gelungen war, die Sarazenen aus dem Lager zu drängen, zogen sich diese auf einen nahen Hügel zurück, von wo aus sie mehrere von Alberich und Landulf geführte Angriffe abwehren konnten. Nachdem ihnen mit der Zeit die Vorräte ausgingen und die Lage langsam hoffnungslos wurde, versuchten die verbliebenen Sarazenen im August einen Ausbruch in Richtung Küste, um nach Sizilien zu entkommen. Gemäß den Chronisten wurden sie jedoch gefasst und hingerichtet.

## Folgen
Berengar wurde vom Papst mit der Krone des Kaiserreiches belohnt. Alberich gewann großen Einfluss in der Stadt Rom und Johann I. von Gaeta konnte seinen Einflussbereich bis zum Garigliano ausdehnen und erhielt von Byzanz den Titel patricius. Danach gab er sich selbst den Titel „Fürst“.